# Les Petits Mouchoirs
Les Petits Mouchoirs is een Franse film uit 2010. Het is de derde film van regisseur en acteur Guillaume Canet. Hij schreef het scenario toen hij na een bloedvergiftiging een crisis doormaakte. Hij liet zich inspireren door de moderne klassieker The Big Chill (1983) van Lawrence Kasdan.
In het scenario heeft hij gebeurtenissen uit zijn eigen leven of uit dat van vrienden opgenomen. Veel acteurs in de film zijn in werkelijkheid ook vrienden van Guillaume Canet, onder wie Marion Cotillard, zijn levensgezellin sinds 2007.
Deze tragikomedie was in 2010 de meest succesvolle Franse film in Frankrijk. In 2019 draaide Canet met Nous finirons ensemble een vervolg op Les Petits Mouchoirs.

## Verklaring titel
Les petits mouchoirs is een Franse uitdrukking. De letterlijke vertaling naar het Nederlands is kleine zakdoeken. Het komt overeen met het gezegde een leugentje om eigen bestwil. De titel verwijst naar de personages in de film die de neiging hebben niet eerlijk naar elkaar te zijn en hun problemen weg te schuiven alsof ze niet bestaan.

## Verhaal
Ieder jaar nodigen de gestreste restauranthouder Max (François Cluzet) en zijn vrouw Véro (Valérie Bonneton), vrienden uit voor een vakantie in hun vakantiehuis in Cap Ferret. Een aantal dagen voor vertrek wordt hun vriend Ludo (Jean Dujardin), die na een avond stappen aangeschoten op zijn scooter vertrekt, door een vrachtwagen aangereden waarbij hij zwaargewond raakt en in coma in het ziekenhuis terechtkomt.

Zijn vrienden zoeken hem op en staan voor het dilemma of ze de geplande vakantie door laten gaan. Ze besluiten in plaats van drie, maar twee weken te gaan en sussen hun gewetensbezwaren met de gedachte dat ze op dit moment niets voor Ludo kunnen betekenen en met het vliegtuig binnen een uur bij hem kunnen zijn.
Tijdens de vakantie blijkt dat iedereen met persoonlijke problemen kampt die de sfeer in de groep niet ten goede komen. Dit brengt een kettingreactie aan emotionele uitbarstingen teweeg. De maskers vallen af en de vrienden laten voor het eerst zien wie ze echt zijn. Vriendschappen, liefdes en zekerheden worden op de proef gesteld en hun leven komt op losse schroeven te staan.

## Rolverdeling
| Acteur           | Personage                           |
| ---------------- | ----------------------------------- |
| François Cluzet  | Max Cantara                         |
| Marion Cotillard | Marie                               |
| Benoît Magimel   | Vincent Ribaud                      |
| Gilles Lellouche | Éric                                |
| Jean Dujardin    | Ludo                                |
| Laurent Lafitte  | Antoine                             |
| Valérie Bonneton | Véronique Cantara, de vrouw van Max |
| Pascale Arbillot | Isabelle Ribaud                     |
| Louise Monot     | Léa, de vriendin van Éric           |
| Anne Marivin     | Juliette                            |

## Productie
Het schrijven van het scenario nam in totaal vijf maanden in beslag. Een aantal maanden voor de start van de opnames leefden de acteurs drie dagen samen in het vakantiehuis dat ook gebruikt is voor de film, zodat iedereen zich hier vertrouwd zou voelen. De opnames vonden plaats in Parijs en Cap Ferret van augustus tot en met oktober 2009, de montage duurde negen maanden.

## Première
De film werd voor het eerst vertoond op het Internationaal filmfestival van Toronto 2010 en ging op 20 oktober 2010 in Frankrijk in première.